# Paratemnoides salomonis
Espèce
Synonymes
- Paratemnus salomonis Beier, 1935
- Paratemnus salomonis hebridicus Beier, 1940
- Paratemnus salomonis papuanus Beier, 1948

Paratemnoides salomonis est une espèce de pseudoscorpions de la famille des Atemnidae.

## Distribution
Cette espèce se rencontre aux Îles Salomon, au Vanuatu, en Papouasie-Nouvelle-Guinée, en Indonésie, aux États fédérés de Micronésie et aux Îles Mariannes du Nord.

## Liste des sous-espèces
Selon Pseudoscorpions of the World (version 3.0) :
- Paratemnoides salomonis hebridicus (Beier, 1940)
- Paratemnoides salomonis salomonis (Beier, 1935)

## Publications originales
- Beier, 1935 : New Pseudoscorpionidea from the Solomon Islands. Annals and Magazine of Natural History, sér. 10, vol. 16, p. 637-641.
- Beier, 1940 : Die Pseudoscorpionidenfauna der landfernen Inseln. Zoologische Jahrbücher, Abteilung für Systematik, Ökologie und Geographie der Tiere, vol. 74, p. 161-192.